# Tallulah Bankhead
Tallulah Brockman Bankhead (Huntsville, 31 de janeiro de 1902 – Nova Iorque, 12 de dezembro de 1968), conhecida pelo nome artístico de Tallulah Bankhead, foi uma atriz norte-americana nascida no Alabama, conhecida por sua voz rouca, personalidade vibrante e sagacidade devastadora. Dando origem aos primeiros papéis do século XX em comédia e drama, foi aclamada tanto nos Estados Unidos quanto na Europa. Tallulah tornou-se um ícone de personalidade e atuação tempestuosa e atraente, com uma voz única e maneirismos que costumavam beirar a imitação e a paródia.
Tallulah pertencia à uma proeminente família política do Alabama, os Brockmans Bankheads. Seu avô e tio eram senadores e seu pai foi orador da Câmara dos Representantes dos Estados Unidos. O apoio de Tallulah a causas liberais, como os movimentos por direitos civis, acabou com a tendência dos democratas do sul do país a apoiarem uma agenda mais conservadora e ela constantemente se opunha contra a família, inclusive de maneira pública.
Tendo começado no teatro, Tallulah fez sucesso com o filme "Um barco e nove destinos" (1944), de Alfred Hitchcock e uma breve carreira no rádio. Fez algumas participações na televisão, que logo se tornariam clássicos. Em sua vida pessoal, ela lutou contra o alcoolismo e o vício em drogas e era famosa por sua vida sexual desinibida. Era capaz de atos de grande generosidade e bondade para com quem necessitada, apoiando abrigos de crianças abandonadas e ajudando famílias a escapar da Guerra Civil Espanhola e da Segunda Guerra Mundial. Ingressou no Hall da Fama em 1972 e no Hall da Fama do Alabama em 1981.
Depois de sua morte, lhe foram creditados mais de 300 filmes, peças de teatro, papéis na televisão e no rádio. Ela é considerada como uma das grandes damas do teatro do século XX.

## Biografia

### Primeiros anos
Tallulah nasceu em Huntsville, no Alabama, em 1902, filha de William Brockman Bankhead e Adelaide Eugenia "Ada" Bankhead. Seu trisavô, James Bankhead (1738–1799) nasceu em Ulster, província na Irlanda, e se mudou para a Carolina do Sul na juventude. Seu nome foi em homanagem à sua avó paterna, que tinha o mesmo nome em homenagem a Tallulah Falls, na Geórgia. Vindo de uma poderosa família política, seu pai era ativo no Partido Democrata do sul do país, em especial no Alabama. Ele também foi orador na Câmara dos Representantes dos Estados Unidos, de 1936 a 1940.
Tallulah era sobrinha do senador John H. Bankhead II e neta do senador John H. Bankhead. Sua mãe, Adelaide "Ada" Eugenia, estava noiva de outro homem quando conheceu William Bankhead em uma viagem a Huntsville para comprar seu vestido de noiva. Os dois se apaixonaram à primeira vista e se casaram em 31 de janeiro de 1900, em Mênfis, no Tennessee. A primeira filha,  Ada Eugenia, nasceu em 24 de janeiro de 1901, prematura, com saúde frágil e problemas de visão. Tallulah nasceria no ano seguinte, no dia do aniversário de casamento dos pais, no segundo andar de onde é hoje o edifício Isaac Schiffman, no qual um marco foi erigido para celebrar a data. Três semanas depois de seu nascimento, sua mãe faleceu devido à (septicemia), em 23 de fevereiro de 1902. Coincidentemente, sua avó materna também faleceu ao dar à luz a Ada. Em seu leito de morte, Ada pediu à cunhada que cuidasse de Tallulah para que ela fosse capaz de sempre cuidar de si mesma. Tallulah foi batizada junto ao caixão da mãe.
William B. Bankhead ficou destruído pela morte da esposa, o que levou à depressão e ao abuso de álcool. Consequentemente, Tallulah e sua irmã Eugenia foram praticamente criadas por sua avó paterna, Tallulah James Brockman Bankhead, na propriedade da família em Jasper, também no Alabama. Quando criança, Tallulah era normalmente descrita como "gordinha" e extremamente caseira, enquanto sua irmã era considerada magra e bonita. Como resultado, Tallulah tentava chamar atenção e constantemente buscava aprovação do pai. Após assistir à uma performance no circo, ela aprendeu a andar de monociclo, circulando a casa, cantando ou recitando poesias que memorizava. Era propensa a fazer birra, rolando pelo chão e prendendo a respiração até ficar roxa. Sua avó, rotineiramente, tinha que lhe jogar um balde de água para fazê-la parar.

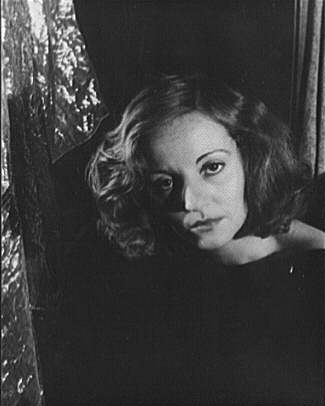
Tallulah em 1934

Sua famosa voz rouca e sensual era resultado da bronquite crônica que sofreu quanto criança. Era normalmente descrita por quem a conhecia como sendo exibida e dissimulada. Isso acabou lhe rendendo os princípios básicos para a atuação, descobrindo dessa forma como ganhar a atenção que ela sempre quis sobre si. Descobrindo que tinha talento para a mímica, ela divertia colegas de classe imitando professores e funcionários da escola. Tallulah disse que sua "primeira" atuação foi testemunhada por Orville e Wilbur, os Irmãos Wright. Sua tia Marie ofereceu uma festa aos irmãos em sua casa, perto de Montgomery, no Alabama, onde Tallulah entreteve os convidados, dizendo que ganhara um prêmio por sua imitação de uma professora da escola das mãos dos próprios Wright. Ela também acabou descobrindo que tinha uma memória prodigiosa para a literatura, memorizando poemas e peças, e recitando-os dramaticamente.
Sua avó e sua tia perceberam que estava difícil cuidar das irmãs Tallulah e Eugenia. William, seu pai, vinha trabalhando na casa da família em Huntsville como advogado e sugeriu enviar as meninas para uma escola metodista. Em 1912, as duas foram matriculadas na escola do Convento do Sagrado Coração, em Nova Iorque, quando Tallulah tinha 10 anos. Quando a carreira política de William o levou de volta a Washington D.C., as irmãs foram matriculadas em escolas diferentes, mais próximas da capital. Com 15 anos, sua tia Marie aconselhou Tallulah a cuidar mais da aparência, sugerindo que fizesse uma dieta, o que talvez a deixasse mais confiante e com uma maior autoestima. Seguindo os conselhos de Marie, Tallulah se tornou uma bela moça e, enquanto sua irmã se casava aos 16 anos, Tallulah buscou a carreira artística.

### Início de carreira em Nova Iorque (1917–1922)
Aos 15 anos, Tallulah enviou uma foto sua para o Picture Play, que realizava um concurso, no qual a ganhadora viajaria para Nova Iorque e receberia uma ponta em um filme. Porém, ela esqueceu de enviar seu nome ou endereço com a foto. Tallulah foi uma das ganhadoras, mas só descobriu enquanto folheava uma revista em uma farmácia. Sua foto foi publicada na revista com uma legenda que dizia "Quem é ela?", pedindo que a misteriosa garota entrasse em contato imediatamente. Seu pai mandou uma nova foto junto de uma carta, esclarecendo quem era a moça.
Chegando em Nova Iorque, ela descobriu que o concurso que tinha ganhado era de muito curta duração. Ela recebeu 75 dólares por três semanas para trabalhar em Who Loved Him Best, em um papel pequeno, mas Tallulah logo encontrou seu lugar na cidade. Ela se mudou para o Hotel Algonquin, um local de grande agitação artística e literária da época, em cujo bar ela logo ingressou e cuja elite ela de pronto frequentou. Ela foi apelidada de um dos "Quatro Cavaleiros do Algonquin", junto a Estelle Winwood, Eva Le Gallienne e Blyth Daly, todas lésbicas ou bissexuais. As festas do hotel acabaram apresentando Tallulah à cocaína e à maconha. Ela não bebia porque tinha prometido ao pai que se manteria longe do álcool. Por volta dessa época, ela se tornaria amiga da atriz Estelle Winwood e de Ethel Barrymore, que tentou persuadi-la a mudar seu nome para Barbara, o que Tallulah recusou.
Em 1919, ela conseguiu papéis em três filmes mudos, When Men Betray (1918), Thirty a Week (1918) e The Trap (1919). Sua estreia nos palcos foi com a peça The Squab Farm, no Teatro Bijou, em Manhattan. Logo, Tallulah percebeu que seu lugar era nos palcos e não nas telas, tendo então estrelado várias peças, como 39 East (1919), Footloose (1919), Nice People (1921), Everyday (1921), Danger (1922), Her Temporary Husband (1922) e The Exciters (1922). Apesar de sua atuação ser elogiada pela crítica, seus trabalhos eram pouco rentáveis. Tallulah vivia na cidade já havia 5 anos, mas ainda não tinha alcançado o estrelato. Assim, ela decidiu mudar-se para Londres.

### Fama em Londres (1922–1931)

O pintor galês Augustus John com Tallulah Bankhead, pintando seu retrato (1929)

Em 1923, Tallulah estreiou nos palcos de Londres, no Teatro Wyndham, tendo atuado em mais de uma dúzia de peças nos próximos oito anos, a mais famosa delas sendo The Dancers. Sua fama como atriz se estabeleceu de fato em 1924, onde ela interpretou Amy, na peça de Sidney Howard, They Knew What They Wanted, o que lhe rendeu o Prêmio Pulitzer em 1925. Em Londres, Tallulah comprou um automóvel Bentley, descobrindo que amava dirigir, apesar de não fazer isso muito bem, tendo se perdido várias vezes pelas ruas da cidade. Era comum ela ligar para um taxista e depois segui-lo pelas ruas para poder chegar onde queria. Durante seus oito anos no palco de Londres, Bankhead ganhou a reputação de aproveitar ao máximo o material inferior que recebia. Sobre a estreia de sua peça Conchita, Tallulah assim escreveu:
| “ | No segundo ato... Eu vim carregando um macaco... Na noite de abertura, o macaco ficou bravo ... (ele) tirou a peruca preta da minha cabeça, pulou de meus braços e correu até as luzes. Ele fez uma pausa, olhou para a audiência e então acenou minha peruca sobre a cabeça e... O público estava rindo do absurdo da situação, mesmo antes que esse símio estivesse comigo. Agora o público tornou-se histérico. O que Tallulah fez nessa crise? Eu fiz uma cambalhota! A plateia rugiu... Depois do negócio do macaco, eu tinha medo de que eles pudessem me vaiar. Em vez disso, recebi uma ovação. | ” |

### Carreira em Hollywood (1931–1933)
Tallulah voltou para os Estados Unidos em 1931, mas o sucesso de Hollywood a iludiu em seus primeiros quatro filmes, no começo da década de 1930. Alugando uma casa no número 1712 da Rua Stanley, Tallulah começou a dar festas, nas quais dizia-se que "não havia limites". Seu primeiro filme nesta nova era foi Tarnished Lady (1931), dirigido por George Cukor, e os dois acabaram se tornando amigos. Tallulah se comportou durante as filmagens, que correram bem, mas achou que fazer filmes comerciais era muito chato e que não teria paciência para isso. Tallulah também não gostava de Hollywood. Quando conheceu o produtor Irving Thalberg, ela lhe perguntou: "como você consegue transar nesse lugar horrível?" e ele respondeu: "Tenho certeza que você não terá problemas, peça para qualquer um."

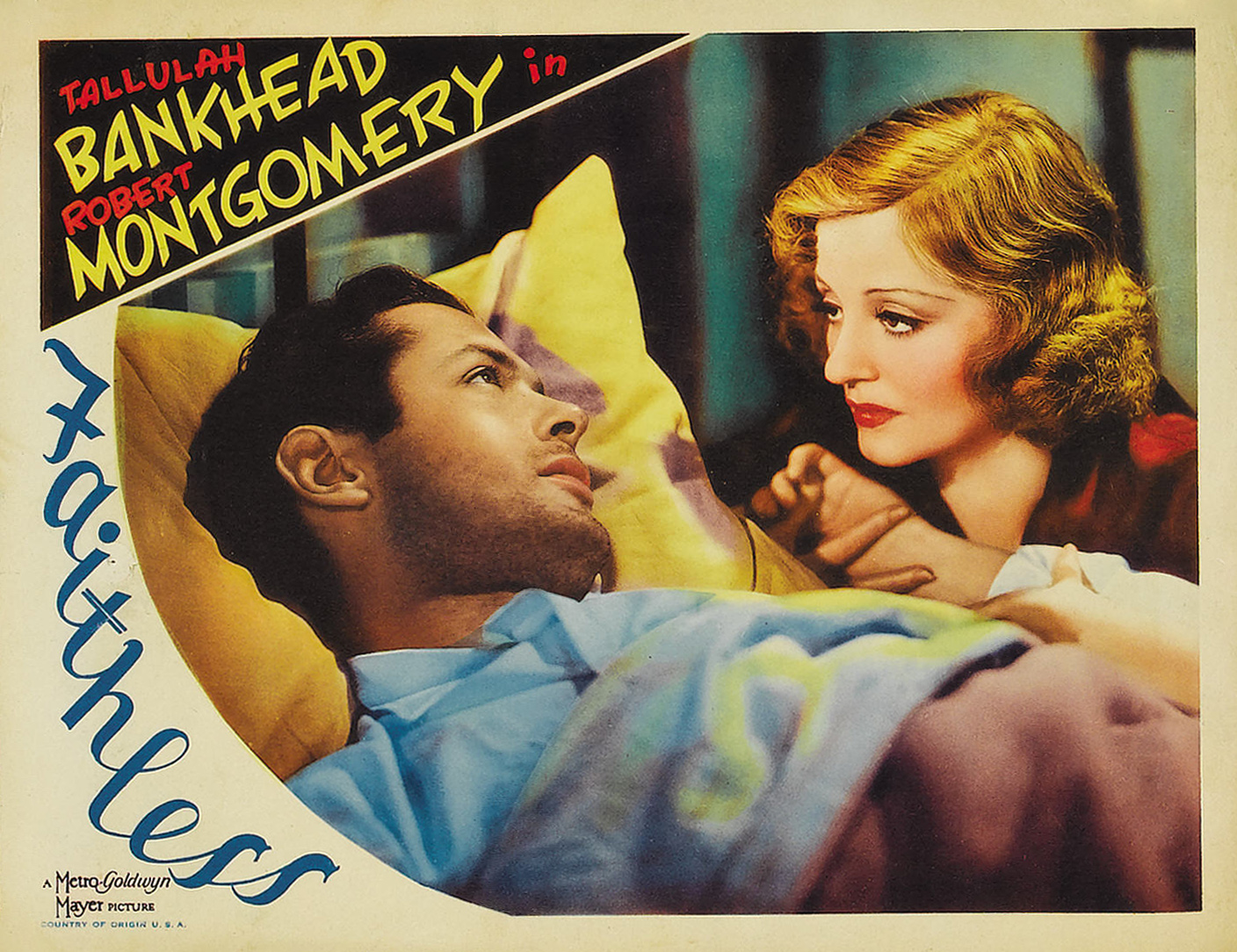
Pôster do filme Faithless, de 1932

Apesar de não estar muito interessada em fazer filmes, Tallullah não perdeu a oportunidade de ganhar 50 mil dólares por filme. Em seu longa realizado em 1932, Devil and the Deep, ela contracenou com três grandes estrelas da época: Gary Cooper, Charles Laughton e Cary Grant, tendo recebido mais do que eles pelo filme. É o único filme em que Cooper e Grant são protagonistas. Mais tarde, Tallulah teria dito:
| “ | Querido, o principal motivo para aceitar o papel foi para poder transar com o divino Gary Cooper! | ” |

No mesmo ano, ela estrelaria ao lado de Robert Montgomery no filme Faithless.

### O retorno à Broadway (1933–1939)
Em 1933, Tallulah quase morreu ao passar por uma histerectomia de emergência devido à uma doença venérea, que ela alegava ter contraído de George Raft. Com apenas 32 quilos quando deu entrada no hospital, ela teria dito ao médico: "não pense que isso vai me ensinar uma lição!". Em 1934, depois de se recuperar no Alabama, ela voltou a Londres, mas lá ficou por pouco tempo, retornando a Nova Iorque para a peça The Little Foxes. Bette Davis ganhou o papel principal na adaptação do texto teatral para o cinema, em 1941, e admitiu publicamente que se inspirou na atuação de Tallulah para compor sua personagem. Tallulah atuaria em diversas peças nos anos seguintes, ganhando excelentes críticas da mídia por sua atuação na peça de Somerset Maugham, The Circle.
No seu retorno à Broadway, sua carreira se estabeleceu de fato, com uma série de grandes desempenhos, como em Antônio e Cleópatra, de Shakespeare. Quando o produtor de Gone with the Wind estava escolhendo o elenco, ele admitiu que Tallulah era sua primeira opção para o papel de Scarlett O'Hara. Apesar de seu teste na fotografia em preto e branco do filme, o teste em cores não foi tão bom. Selznick acreditava que aos 36 anos, ela era velha demais para interpretar Scarlett, que tem 16 anos no começo do filme. Ele então a sondou para interpretar o papel de Belle Watling, uma prostituta no filme, o que ela recusou.
Talentosa comediante, criou dois grandes papéis dramáticos no teatro americano: o de Regina, em "Little Foxes" (PT: Pérfida) (1939), de Lillian Hellman, e o de Sabina, em "The skin of our teeth" (1942), de Thornton Wilder. Outros trabalhos importantes: "Camille" (PT: A Dama das Camélias) (1930), "Rain" (PT: Chuva) (1935) e "A Streetcar Named Desire (PT: Um Bonde Chamado Desejo) (1956). Também atuou no cinema, em filmes como "Lifeboat" (Alfred Hitchcock, 1944), e na televisão, na série "Batman", que foi um de seus últimos trabalhos.
Sua frase majestosa e irreverente: "Se eu pudesse voltar à juventude, cometeria todos aqueles erros de novo. Só que mais cedo." é uma amostra do quanto Tallulah foi pouco convencional. Era uma dos artistas típicos dos ”loucos anos 20”, que experimentaram com sua sexualidade, em ser bissexual, seu amor por homens e mulheres. Em 1937, ela se casou com John Emery, de quem se divorciou em 1941.
Seu último trabalho foi em Batman, interpretando a vilã Viúva Negra.

### Aposentadoria e morte

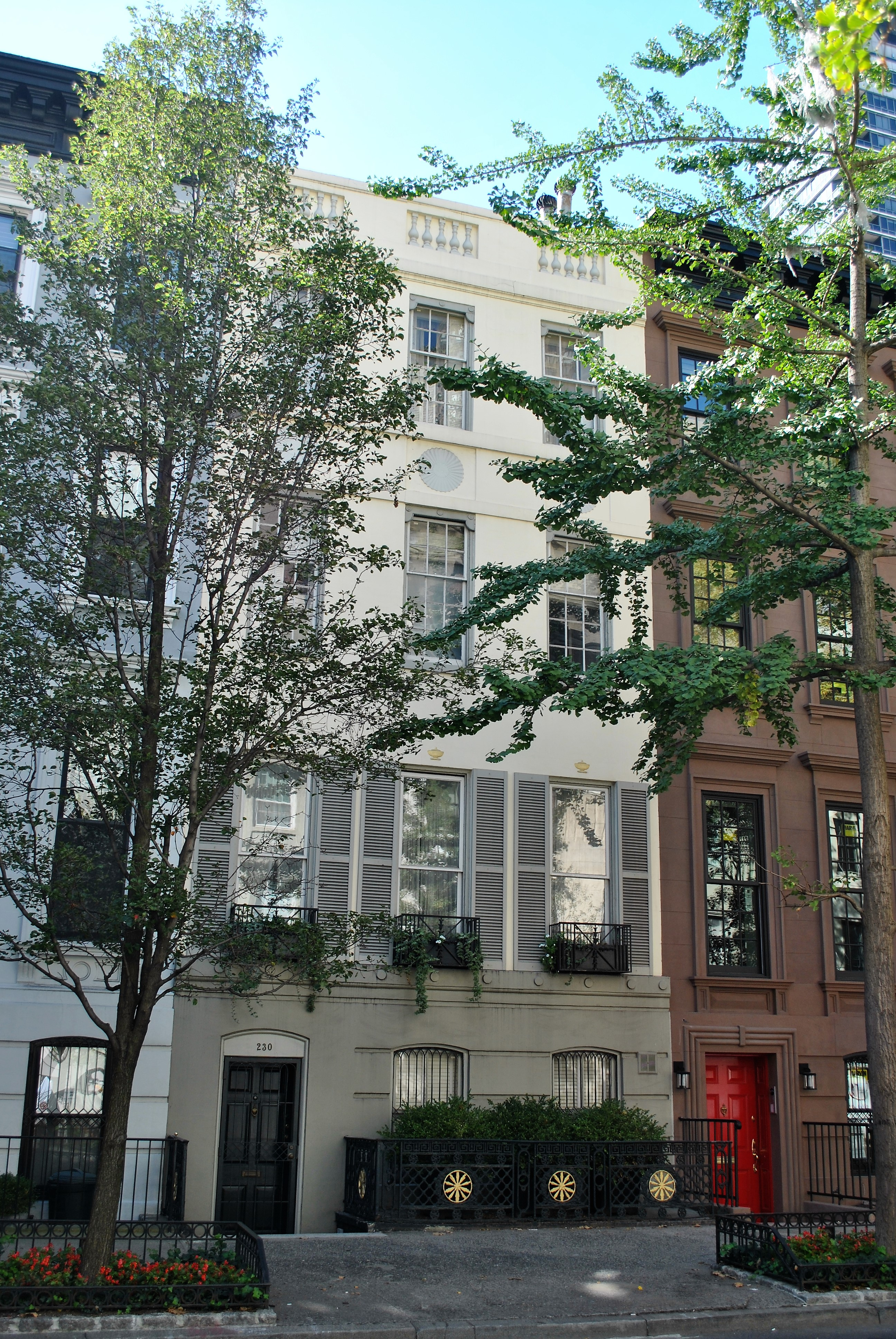
Apartamento de Tallulah no número 230 da East 62nd Street, em Nova Iorque

Tallulah mudou-se para o número 230 da Rua 62, em Manhattan, no final dos anos 1950. Em 12 de dezembro de 1968, ela faleceu no Hospital St. Luke's-Roosevelt, aos 66 anos, devido à uma dupla pneumonia, ao agravamento de um enfisema devido aos anos de tabagismo, à desnutrição e possivelmente a complicações devido a uma epidemia de gripe comum na época.
Um funeral privado foi realizado na Igreja de St. Paul, em Fairlee, Maryland, em 14 de dezembro, e um memorial foi criado na Igreja Episcopal de St. Bartholomew, em Nova Iorque, em 16 de dezembro. Tallulah foi sepultada em Chestertown, Maryland, cidade onde sua irmã morava na época.
Por suas contribuição para a indústria cinematográfica, Tallulah ganhou uma estrela na Calçada da Fama, no número 6141 do Hollywood Blvd.

### Vida pessoal, casamento e sexualidade
Tallulah era conhecida por seus muitos amantes, pela personalidade intimidante e pelo bom humor. Era fã de futebol americano, sendo torcedora do New York Giants. Tallulah casou-se com o ator John Emery, em 31 de agosto de 1937, na casa da família em Jasper, Alabama, mas ela pediu o divórcio em Reno, Nevada, em maio de 1941. Com a finalização do divórcio, Tallulah ainda comentaria que não havia planos para um novo casamento.
Ela não teve nenhum filho, mas teve quatro abortos aos 30 anos. Era madrinha de Brook e Brockman Seawell, filhos de sua amiga de longa data, a atriz Eugenia Rawls e seu marido Donald Seawell.
Em uma entrevista dada para a revista Motion Picture, em 1932, Tallulah gerou controvérsia, pois ela verbalizou o que achava sobre filhos, casamento e amor:
| “ | Eu sou séria sobre o amor. Estou bem séria sobre isso agora... Não tive um caso por seis meses. Seis meses! É bem longo... Se há alguma coisa comigo agora, não é o estado de espírito de Hollywood ou Hollywood ... O assunto comigo é, QUERO UM HOMEM!... Seis meses é muito, muito tempo. EU QUERO UM HOMEM! | ” |

Quando a revista Time publicou a história, sua família e seu pai ficaram furiosos. Ela imediatamente telegrafou para seu pai, prometendo que nunca mais falaria com uma revista novamente. Por entrevistas como essa, Tallulah entrou para o "livro maldito", uma lista de 150 atores e atrizes que não tinham um bom comportamento diante do público (o que era sempre lido pelos estúdios antes dos castings). Tallulah estava no topo da lista do livro por sua "verborragia imoral".
Rumores sobre sua vida sexual circulavam por anos e ela estava ligada romanticamente com muitas personalidades femininas da época, como Greta Garbo, Marlene Dietrich, Katherine Cornell, Eva Le Gallienne, Hope Williams, Beatrice Lillie e Alla Nazimova, bem como a escritora Mercedes de Acosta e a cantora Billie Holiday. A atriz Patsy Kelly confirmou ter tido relações sexuais com Tallulah enquanto trabalhava como sua assistente. Apesar disso, Tallulah nunca disse que era bissexual, descrevendo a si mesma como sendo "ambisexual".